# لاري هايت
لاري هايت (بالإنجليزية: Larry Hite)‏ هو خبير مالي أمريكي، ولد في 1956.